# Nicht ohne meine Tochter
Nicht ohne meine Tochter ist ein US-amerikanisches Filmdrama aus dem Jahr 1991. Es basiert auf dem 1987 erschienenen Erfahrungsbericht von Betty Mahmoody, in dem die Autorin zusammen mit William Hoffer über ihre Ehe und die Flucht mit ihrer Tochter vor ihrem Mann aus der Islamischen Republik Iran berichtet. Die deutschsprachige Ausgabe von Herlind Grau und Klara D. Klein erschien 1988 im Lübbe-Verlag, Bergisch Gladbach. Das Buch war umgehend ein Bestseller: Bereits 1991 war die 40. Auflage erreicht. Im selben Jahr wurde die Verfilmung veröffentlicht. Der Film spielte in den USA 14,8 Millionen US-Dollar ein. Die Dreharbeiten fanden in Israel statt.

## Handlung
Die US-Amerikanerin Betty Lover heiratet den iranischen Arzt Sayyed Bozorg Mahmoody, der Moody genannt wird. Mit ihm bekommt sie eine Tochter, die sie Mahtob (Persisch: „Mondschein“) nennen, weil Mahtob in einer Vollmondnacht geboren wurde.
Die Familie reist trotz Bettys Einwänden in den Iran, um Moodys Familie in Teheran zu besuchen. Geplant ist ein zweiwöchiger Aufenthalt. Moody, der die Kündigung seines Arbeitsverhältnisses in einem Krankenhaus in den USA verheimlicht hat, verkündet, dass er und die Familie fortan im Land seiner Vorfahren leben werden. Er verlangt von Betty Gehorsam, was er durch Gewalt erreicht. Betty fügt sich seiner Autorität, um ihn glauben zu lassen, dass auch sie sich für ein Leben im Iran entschieden hat. Allerdings sucht sich Betty heimlich Hilfe, zum Beispiel in der Schweizer Botschaft, die damals die Interessen der USA gegenüber der iranischen Regierung wahrnimmt, ebenso wie bei Freunden. Sie erfährt viel Mitgefühl und Hilfe, allerdings zunächst keine, die wirklich für eine Ausreise ausreichen würde.
Für Betty ist es schwer, sich an die Sitten des Landes anzupassen. Da sie im Iran als US-Amerikanerin als Sinnbild der verhassten USA wahrgenommen wird, hat sie ohnehin einen schweren Stand in diesem Land. Moody misshandelt Betty oft. 18 Monate nachdem sie im Iran angekommen waren, gelingt ihr mit Mahtob die Flucht. Mit der Unterstützung von Außenstehenden und unter Gefahr für Leib und Leben flieht sie über das Zāgros-Gebirge im Nordwesten des Irans in die Türkei. Von dort aus fliegt sie mit der Tochter in die USA zurück.

## Kritiken
Roger Ebert schrieb in der Chicago Sun-Times vom 11. Januar 1991, dass der Film zwar die Gefühle anspreche, aber problematische ethische und rassistische Aussagen beinhalte. Das negative Bild der Muslime erscheine kurz vor einem möglichen Krieg im Nahen Osten. Ebert stellte weiterhin fest, dass, wenn der Film eine andere ethnische Gruppe so beschriebe, er in den USA als rassistisch gebrandmarkt würde. Ebert lobte die Dramaturgie des Films und die Darstellungen, besonders jene von Sally Field.
Das Lexikon des internationalen Films schrieb, der Film sei „formal durchschnittlich“, „auf Gefühlswirkung bedacht“ sowie „subjektiv und einseitig berichtend“.
Die Historikerin Margaret Ruth Miles kritisierte den Film wegen Verunglimpfung des iranischen Volkes und Fehlinterpretationen der muslimischen iranischen Kultur.
Caryn James von der The New York Times, schrieb in einer Filmkritik: „der Film beutet die Stereotypen des dämonischen Iraners aus … ein wesentlicher künstlerischer Fehler des Films“. Moody, schreibt sie, sei ein „reines Produkt seiner Kultur, ein frauenhassender, mysteriöser Orientale … der Fanatismus sei Wesenszug der Iraner“.
Eine Kritik in der Los Angeles Times beschrieb den Film als „einseitig und verdreht“, der Film „schafft es nicht, zwischen dem iranischen Staat und dem iranischen Volk zu unterscheiden“.
Der Film hätte 1998 im französischen und im deutschen Fernsehen ausgestrahlt werden sollen. Die Nationalmannschaft des Iran drohte daraufhin mit dem Boykott der Fußball-Weltmeisterschaft 1998. In Frankreich wurde der Film gesendet. Der deutsche Privatsender VOX jedoch unterließ die geplante Ausstrahlung, da offiziell „eine Gefährdung der Mitarbeiter nicht ausgeschlossen werden“ könne.

### Filmische Gegendarstellung
2002 drehten Kari Tervo und Alexis Kouros, ein finnischer Schriftsteller, der im Iran geboren wurde, die Dokumentation Ohne meine Tochter (Dream Catcher Productions), welche die Sichtweise von Betty Mahmoodys Mann wiedergibt.

## Auszeichnungen
- 1991 Goldene Leinwand
- 1992 Young Artist Award für Sheila Rosenthal als Beste Nebendarstellerin